# Nereis allenae
Nereis allenae är en ringmaskart som beskrevs av Pettibone 1956. Nereis allenae ingår i släktet Nereis och familjen Nereididae. Inga underarter finns listade i Catalogue of Life.